# Alternansaharaza
Alternansaharaza (EC 2.4.1.140, saharoza-1,6(3)-alfa-glukan 6(3)-alfa-glukoziltransferaza, saharoza:1,6-, 1,3-alfa-D-glukan 3-alfa- and 6-alfa-D-glukoziltransferaza, saharoza:1,6(1,3)-alfa-D-glukan 6(3)-alfa--glukoziltransferaza) je enzim sa sistematskim imenom saharoza:(1->6)((1->3))-alfa-D-glukan 6(3)-alfa--glukoziltransferaza. Ovaj enzim katalizuje sledeću hemijsku reakciju
Naizmenično prenosi alfa-D-glukozil ostatake sa saharoze na pozicije 9 i 3 neredukujućeg terminalnog ostatka alfa-D-glukana, čime se formira glukan sa naizmeničnim alfa-(1->6)- i alfa-(1->3)-vezama
Produkt se naziva alternan.

## Literatura
- Nicholas C. Price; Lewis Stevens (1999). Fundamentals of Enzymology: The Cell and Molecular Biology of Catalytic Proteins (Third изд.). USA: Oxford University Press. ISBN 019850229X.
- Eric J. Toone (2006). Advances in Enzymology and Related Areas of Molecular Biology, Protein Evolution (Volume 75 изд.). Wiley-Interscience. ISBN 0471205036.
- Branden C; Tooze J. Introduction to Protein Structure. New York, NY: Garland Publishing. ISBN 0-8153-2305-0.
- Irwin H. Segel. Enzyme Kinetics: Behavior and Analysis of Rapid Equilibrium and Steady-State Enzyme Systems (Book 44 изд.). Wiley Classics Library. ISBN 0471303097.
- William P. Jencks (1987). Catalysis in Chemistry and Enzymology. Dover Publications. ISBN 0486654605.

## Spoljašnje veze
- Alternansucrase на 